# Szergej Petrovics Olsanszkij
Szergej Petrovics Olsanszkij, oroszul: Сергей Петрович Ольшанский (Moszkva, 1948. május 28. –) olimpiai bronzérmes szovjet válogatott orosz labdarúgó, hátvéd, edző.

## Pályafutása

### Klubcsapatban
1966 és 1968 között a Burevesztnyik, 1969 és 1975 között a Szpartak Moszkva, 1975-ben az SZKA Habarovszk, 1976 és 1979 között a CSZKA Moszkva labdarúgója volt. A Szpartakkal egy-egy szovjet bajnoki (1969) címet és kupagyőzelmet (1971) ért el.

### A válogatottban
1972 és 1977 között 19 alkalommal szerepelt a szovjet válogatottban. 1972. augusztus 6-án Stockholmban mutatkozott be a szovjet A-válogatottban egy Svédország elleni barátságos mérkőzésen, ahol 4–4-es döntetlen született. Tagja volt az 1972-es müncheni olimpián bronzérmes együttesnek. Utoljára 1977. április 24-én Moszkvában játszott a válogatottban a görög válogatott ellen egy világbajnoki-selejtező-mérkőzésen, ahol 2–0-s szovjet győzelem született.

### Edzőként
1982 és 1984 között a CSZKA Moszkva csapatánál dolgozott segédedzőként. 1986 és 1988 között a bissau-guineai katona-válogatott edzője volt. 2001 és 2003 között a Reutov, 2004-ben a Szaturn 2 csapatainál segédedzőként tevékenykedett.

## Sikerei, díjai
Szovjetunió
- Olimpiai játékok
  - bronzérmes: 1972, München

 Szpartak Moszkva
- Szovjet bajnokság
  - bajnok: 1969
- Szovjet kupa
  - győztes: 1971
  - döntős: 1972

## Statisztika

### Klubpályafutás
| Szovjetunió                | Szovjetunió                | Szovjetunió                | Bajnokság | Bajnokság | Kupa  | Kupa | Európai kupák | Európai kupák | Összesen | Összesen |
| Idény                      | Csapat                     | Bajnokság                  | Mérk.     | Gól       | Mérk. | Gól  | Mérk.         | Gól           | Mérk.    | Gól      |
| -------------------------- | -------------------------- | -------------------------- | --------- | --------- | ----- | ---- | ------------- | ------------- | -------- | -------- |
| 1969                       | Szpartak Moszkva           | Viszsaja liga              | 5         | 0         | –     | –    | –             | –             | 5        | 0        |
| 1970                       | Szpartak Moszkva           | Viszsaja liga              | 19        | 0         | 1     | 0    | 1             | 0             | 21       | 2        |
| 1971                       | Szpartak Moszkva           | Viszsaja liga              | 21        | 1         | 5     | 0    | 1             | 0             | 27       | 1        |
| 1972                       | Szpartak Moszkva           | Viszsaja liga              | 29        | 1         | 10    | 0    | 4             | 0             | 43       | 1        |
| 1973                       | Szpartak Moszkva           | Viszsaja liga              | 30        | 0         | 5     | 0    | 2             | 0             | 37       | 0        |
| 1974                       | Szpartak Moszkva           | Viszsaja liga              | 27        | 2         | 6     | 0    | 2             | 0             | 35       | 2        |
| 1975                       | Szpartak Moszkva           | Viszsaja liga              | 8         | 1         | 1     | 0    | –             | –             | 9        | 1        |
| Összesen                   | Összesen                   | Összesen                   | 139       | 7         | 28    | 0    | 10            | 0             | 177      | 7        |
| 1975                       | SZKA Habarovszk            | Vtoraja liga               | 22        | 1         | –     | –    | –             | –             | 22       | 1        |
| Összesen                   | Összesen                   | Összesen                   | 22        | 1         | –     | –    | –             | –             | 22       | 1        |
| 1976                       | CSZKA Moszkva              | Viszsaja liga              | 28        | 1         | 2     | 0    | –             | –             | 30       | 1        |
| 1977                       | CSZKA Moszkva              | Viszsaja liga              | 27        | 0         | 2     | 0    | –             | –             | 29       | 0        |
| 1978                       | CSZKA Moszkva              | Viszsaja liga              | 27        | 0         | 2     | 0    | –             | –             | 29       | 0        |
| 1979                       | CSZKA Moszkva              | Viszsaja liga              | 14        | 0         | 1     | 0    | –             | –             | 15       | 0        |
| Összesen                   | Összesen                   | Összesen                   | 96        | 1         | 7     | 0    | –             | –             | 103      | 1        |
| Teljes pályafutás összesen | Teljes pályafutás összesen | Teljes pályafutás összesen | 257       | 9         | 35    | 0    | 10            | 0             | 302      | 9        |

### Mérkőzései a szovjet válogatottban
| Szovjetunió | Szovjetunió          | Szovjetunió                      | Szovjetunió   | Szovjetunió | Szovjetunió   | Szovjetunió         | Szovjetunió | Szovjetunió    |
| #           | Dátum                | Helyszín                         | Hazai         | Eredmény    | Vendég        | Kiírás              | Gólok       | Esemény        |
| ----------- | -------------------- | -------------------------------- | ------------- | ----------- | ------------- | ------------------- | ----------- | -------------- |
| 1.          | 1972. augusztus 6.   | Stockholm, Råsunda Stadion       | Svédország    | 4 – 4       | Szovjetunió   | barátságos          | -           |                |
| 2.          | 1972. szeptember 1.  | Regensburg, Jahnstadion (FRG)    | Mexikó        | 1 – 4       | Szovjetunió   | olimpiai csoportkör | -           | 46'            |
| 3.          | 1972. szeptember 8.  | Augsburg, Rosenaustadion (FRG)   | Dánia         | 0 – 4       | Szovjetunió   | olimpiai középdöntő | -           | 73'            |
| 4.          | 1972. szeptember 10. | München, Olimpiai Stadion (FRG)  | NDK           | 2 – 2       | Szovjetunió   | olimpiai 3. helyért | -           |                |
| 5.          | 1972. október 13.    | Párizs, Parc des Princes         | Franciaország | 1 – 0       | Szovjetunió   | vb-selejtező        | -           |                |
| 6.          | 1973. április 18.    | Kijev, Központi stadion          | Szovjetunió   | 2 – 0       | Románia       | barátságos          | -           |                |
| 7.          | 1973. május 13.      | Moszkva, Központi Lenin Stadion  | Szovjetunió   | 1 – 0       | Írország      | vb-selejtező        | -           | 78'            |
| 8.          | 1973. május 26.      | Moszkva, Központi Lenin Stadion  | Szovjetunió   | 2 – 0       | Franciaország | vb-selejtező        | -           | 60'            |
| 9.          | 1973. június 10.     | Moszkva, Központi Lenin Stadion  | Szovjetunió   | 1 – 2       | Anglia        | barátságos          | -           |                |
| 10.         | 1973. szeptember 5.  | Moszkva, Központi Lenin Stadion  | Szovjetunió   | 0 – 1       | NSZK          | barátságos          | -           | 17'            |
| 11.         | 1973. október 17.    | Lipcse, Zentralstadion           | NDK           | 1 – 0       | Szovjetunió   | barátságos          | -           |                |
| 12.         | 1974. április 17.    | Zenica, Bilino Polje Stadion     | Jugoszlávia   | 0 – 1       | Szovjetunió   | barátságos          | -           |                |
| 13.         | 1974. május 20.      | Odessza, Csernomorec Stadion     | Szovjetunió   | 0 – 1       | Csehszlovákia | barátságos          | -           |                |
| 14.         | 1974. október 30.    | Dublin, Dalymount Park           | Írország      | 3 – 0       | Szovjetunió   | Eb-selejtező        | -           | Csapatkapitány |
| 15.         | 1976. november 28.   | Buenos Aires, Estadio Monumental | Argentína     | 0 – 0       | Szovjetunió   | barátságos          | -           | Csapatkapitány |
| 16.         | 1976. december 1.    | Rio de Janeiro, Maracanã Stadion | Brazília      | 2 – 0       | Szovjetunió   | barátságos          | -           | Csapatkapitány |
| 17.         | 1977. március 20.    | Tunisz, Stade El Menzah          | Tunézia       | 0 – 3       | Szovjetunió   | barátságos          | -           |                |
| 18.         | 1977. március 23.    | Belgrád, JNA Stadion             | Jugoszlávia   | 2 – 4       | Szovjetunió   | barátságos          | -           |                |
| 19.         | 1977. április 24.    | Moszkva, Központi Lenin Stadion  | Szovjetunió   | 2 – 0       | Görögország   | vb-selejtező        | -           |                |
|             | Összesen             |                                  |               | 19          | mérkőzés      |                     | 0           | gól            |